# 上海市延安中学
上海市延安中学是坐落于上海市长宁区的一所寄宿制高中，同时也是市实验性示范性高中之一  。该校在1960年获得市级重点中学称号，在2005年成为上海市第一批实验性示范性高中，也是参加全市著名的六校联考（原十校联考）的高中之一。该校设有10年级到12年级（高一至高三年级），共33个班级。

## 校史
上海市真如中学，成立于1946年10月份，地点在嘉定县真如镇（今属普陀区真如镇街道）。1949年5月27日上海战役后，该校决定迁至延安西路601号，並沿用真如中学校名，嘉定真如原址改為分校。
1954年7月，總校更名为上海市延安中学。分校不再隸屬於延安中學，校名沿用上海市真如中学。当时延安中学包括高中部和初中部。直到1998年，学校高中部迁至现址，初中部仍在旧校区。初中部因此更名为上海东延安中学，因为旧校区在目前高中的东面。2002年初中部更名──上海延安初级中学。高中部于2005年成为上海市首批实验性示范性高中。在2006年，上海延安中学开办了国际部，开始招收国际学生。
学校名字是时任全国政协主席邓小平在1979年的亲笔题字，因为延安是中国共产主义革命的发源地。学校的名字因此反映了革命者的艰苦耐劳的精神。
延安中学北楼，始建于1917年，原为英国建造作为英国兵使用的军营，建筑面积1800平方米。原为两层后加盖一层，成三层带外廊文艺复兴风格建筑，西侧则是圆柱形城堡样式塔楼。曾作上海市真如中学教室，如今改成为现代化教学楼，占地面积14700平方米。于1999年被列为上海市优秀近代建筑。

### 大事年表
- 1946年上海市真如中学创办于上海市嘉定县真如镇
- 1949年8月学校迁入上海市延安西路601号，嘉定真如中学原址改设为分校。
- 1954年7月总校改名为上海市延安中学，分校上海市真如中学名称不变。
- 1985年上海市真如中学随真如镇划入普陀区。[9]
- 1998年高中迁至现址，原址仅作初中部并更名为上海市东延安中学
- 2002年东延安中学改名为上海市延安初级中学，两校重新合并
- 2003年高中部从延安两路迁往毗邻虹桥经济技术开发区的新校舍，校园占地约10万平方米
- 2006年延安中学国际部成立，开始招收国际学生

## 学校生活
延安中学是一所寄宿制高中。高一、高二同学全体住宿，高三学生可以选择是否住宿。宿务老师会在早晨学生离开寝室之后对寝室卫生及整理情况进行评分。

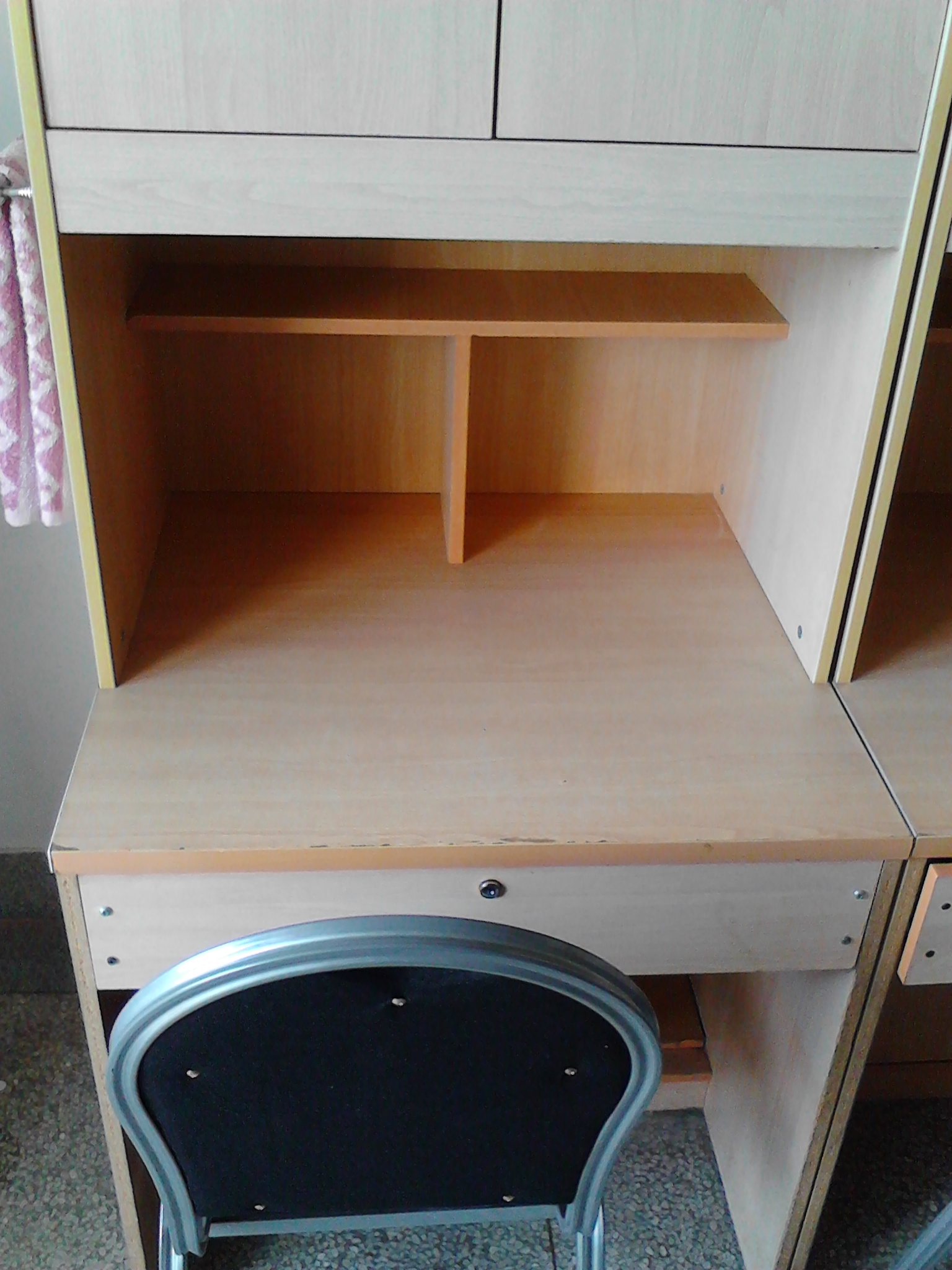
书桌包含简单的书架和抽屉，书架上方为衣橱。

宿舍楼共三栋，均为四层楼高。每层楼有数十个寝室。一般一个寝室住有四名同学，因为寝室分配的问题，也会出现三个学生甚至两个学生的寝室。寝室内配有书桌、衣橱、毛巾架和床等基本设施，另有一个阳台和衣架以供晾晒。

## 课程
延安中学的课程分为三个类型，即基础型、拓展型、研究型。

### 基础型课程
基础型课程是全体学生的必修课程，包括了会进行考试和其他出现在课程表上的课程。包括语言文学、数学、英语、物理、化学、生命科学、思想政治、历史、地理。此外还有劳动技术、美术、音乐、体育等。

### 拓展型课程
拓展型课程是一类在非基础课程时间进行的课程。拓展型课程可以在教书内进行，也可以在校外。这是是一种与基本型课程体现不同要求、具有一定开放性的课程。
拓展型课程分为限定拓展和自主拓展两类。
限定拓展课程包括团队活动、公益活动、社会服务与社会实践等。这些活动通常在假期举行，比如上海南站志愿者活动、上海书城志愿者活动等等。这类课程学生一般都要参加，不过也不是强制性的。
自主拓展课程是指每周两次的选修课。选修课的内容是基础型课程的拓展，也有其他类型的学习活动。每学期开学后在校园网上选报这一学期的选修课。每个学生都必须选择一个课程。学生也可以在选修课的时间内选择前往图书馆自习。

### 研究型课程
研究型课程是学生运用研究性学习方法，提出问题，探究并解决问题的课程。每个学生在校期间必须提出一个研究性课题或参与一个研究性课题的研究。提出的问题不限内容，可以从学科出发，也可从生活出发。研究性课程的评价采用过程性评价，即不以最终成果为唯一评价依据，研究过程的好坏占到评价结果的很大一部分。

## 学生活动

### 社团
学生可以自由加入已成立的社团，或者自己创建一个。社团活动需要向团委学生会的社团部申请，以获得和其他社团不相冲突的地点和时间。
延安中学旗帜社于2013年获得上海市明星社团称号，亦有多个社团获得长宁区荣誉称号。
延安中学天文爱好者协会成立于1998年，开展系列天文知识讲座，以及天文观测活动，包括全年各大流星雨和日月食等。

### 学生活动
园广音乐会每月定期在圆形广场举行，学生可以自行报名，经过筛选后就可以在圆形广场进行表演。音乐会持续时间约半小时，利用中午休息时间举行音乐会。
金秋文艺汇演是每年12月底举行的大型文艺汇演，由团委学生会文艺部组织。由于演出场地有限，只有部分同学能前往现场观看，因此金秋文艺汇演的门票成为同学们讨论的热点。门票会通过多种方式发放，包括团委学生会组织的抢票活动等等。门票亦有一小部分发放给其他学校的同学。
还有一些定期举行的活动，比如：五四歌会、鸡蛋撞地球结构设计比赛等等。

## 社会实践

### 南京社会考察
每年的3月左右，全体高一学生将前往南京参加一次为期3天的社会实践考察活动。学生将参观南京的大屠杀纪念馆、中山陵、雨花台等。学生会被分成不同的小组，制定一个有关南京的研究性课题，在3天中的第2天的全天自由活动时间进行考察。